# Walter Schmidt von Schmidtseck
Walter Hilmar baron Schmidt von Schmidtseck (né le 22 septembre 1865 au manoir de Klein Wogenab (de), arrondissement d'Elbing et mort le 28 janvier 1945 à Perkau (de)) est un lieutenant général prussien pendant la Première Guerre mondiale.

## Biographie

### Origine
Walter est le fils du chambellan prussien et propriétaire du manoir Rudolf Schmidt von Schmidtseck (de) (1840-1898) à Wplauken (de), arrondissement de Rastenburg (de), et de sa femme Anna, née comtesse d'Eulenburg (de)-Prassen (née en 1840). Son frère Hilmar (de) (1863–1912) est administrateur de l'arrondissement de Rastenburg.

### Carrière militaire

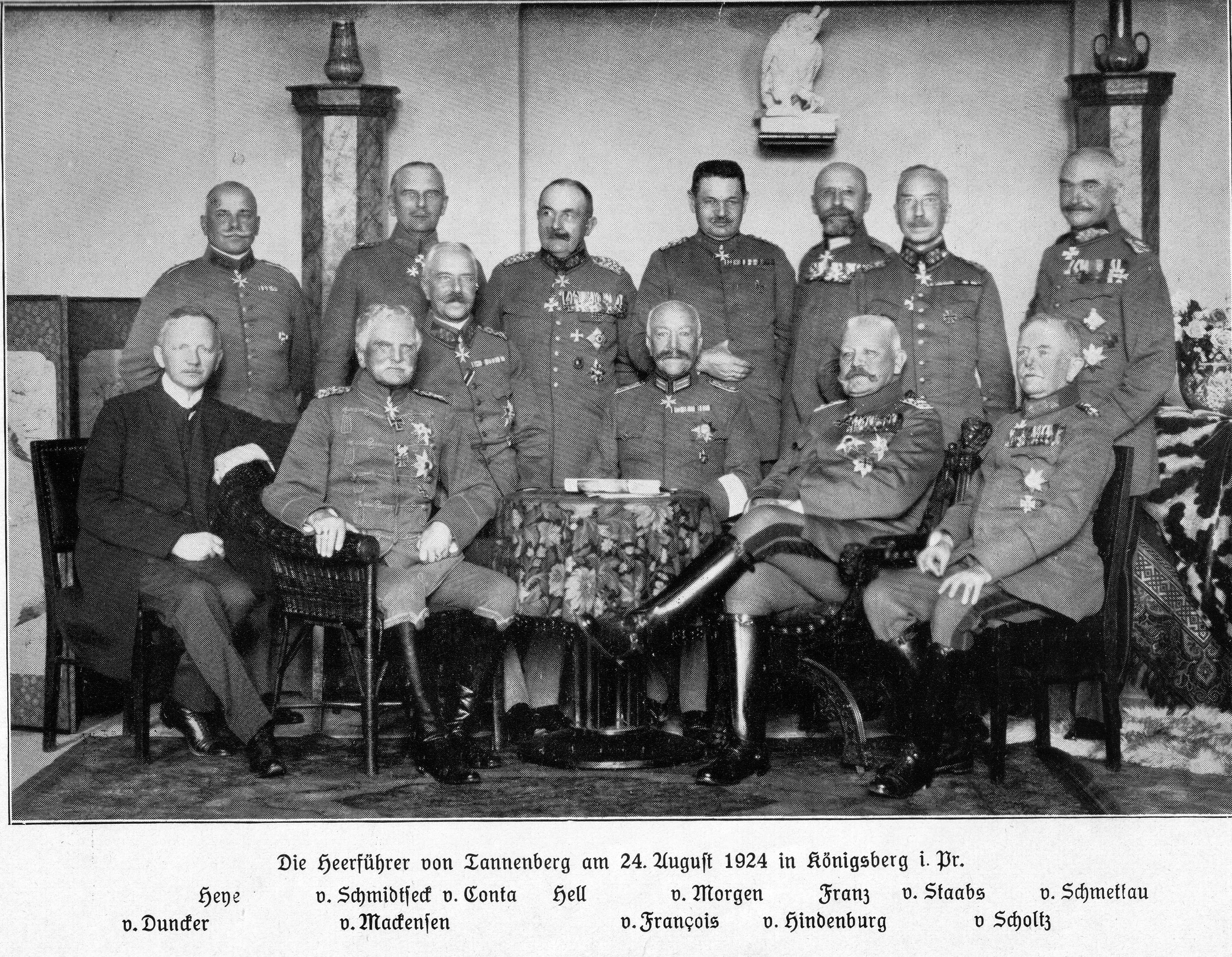
Walter Schmidt von Schmidtseck, deuxième en partant de la gauche debout

Schmidt von Schmidtseck entame une carrière d'officier dans l'artillerie de l'armée prussienne et sert pendant la Première Guerre mondiale. En tant que chef d'état-major du 1er corps d'armée, il participe à la bataille de Tannenberg. Plus tard, il sert dans la même capacité dans le 10e haut commandement d'armée et dans le détachement d'armée Woyrsch. À la fin de la guerre, il commande la 11e division d'infanterie.
Il est propriétaire des domaines de Perkau (603 ha) et Pöhlen (de) (365 ha) dans l'arrondissement de Friedland, en Prusse-Orientale.

### Famille
Il se marie le 25 septembre 1895 à Boitzenburg avec Dorothea von Arnim-Boitzenburg (1871–1945), fille d'Adolf von Arnim-Boitzenburg. De ce mariage sont nées deux filles, Vera (née en 1899), mariée au major Arthur Bötterling (mort en 1936), et Felicitas (née en 1909), mariée à Axel baron von Senden-Gerbin.
Le lieutenant général est actif dans l'Ordre de Saint-Jean et y est commandant de la coopérative prussienne.